# Niklot
Niklot je bil zadnji poganski knez slovanskih Obodritov, * okoli 1090, † avgust 1160. 

## Biografija
Od leta 1130 ali 1131 do svoje smrti je bil knez Obodritske plemenske zveze, Hižanov in Prekopjencev. Okoli 30 let se je upiral Sasom, še posebej Henriku Levu. Nasprotoval je tudi pokristjanjevanju poganskih Polabskih Slovanov.
Kraj rojstva Niklota je neznan. Po smrti krščanskega obodritskega kneza Henrika je Niklot zavrnil krščanstvo in podprl tradicionalno pogansko verovanje. Niklot se je skupaj s Henrikovim sinom Pribislavom boril proti Lotarju III. Sasi so v vendskem križarskem pohodu leta 1147 ponovno napadli Niklota. Niklot se je v trdnjavi v Dobinu dolgo upiral napadalcem, potem pa se je vdal in bil prisiljen plačevati davek krščanskim križarjem.  
Niklot je padel v boju z Sasi. Ozemlje Obodritov je bilo priključeno k nemškemu. Z njegovo smrtjo je končala slovanska oblast v Mecklenburgu vse do reke Pene.

## Vira
- Christiansen, Eric. The Northern Crusades, 1997. Penguin Books, London.
- Turasiewicz A. Dzieje polityczne Obodrzyców od IX wieku do utraty niepodległości w latach 1160 – 1164. Varšava 2004.